# MNM
MNM fue un equipo heel de lucha libre profesional de la World Wrestling Entertainment. Siendo integrado por Joey Mercury, Johnny Nitro y Melina. El grupo ostentó un gimmick de celebridades de Hollywood, entrando siempre con una alfombra roja y paparazzis a su alrededor.
Entre los logros del equipo se encuentran el Campeonato en Parejas de la OVW, el Campeonato en Parejas de la WWE en tres ocasiones, dos Campeonatos Intercontinentales de Nitro y un Campeonato Femenino de la WWE de Melina.

## Historia

### Ohio Valley Wrestling
MNM fue el primer equipo en ser traspasado junto a la World Wrestling Entertainment (WWE) desde la Ohio Valley Wrestling (OVW). Melina Pérez, la antigua novia de Johnny Nitro, se introdujo en la compañía como su exnovio, siendo apartado por Matt Cappotelli quien se enganchó en una pelea con Nitro. Casi inmediatamente, Melina dejó a Cappotelli y regresó con Nitro. Juntos fueron introducidos junto con Joey Matthews formando el MNM. Mientras estaban en la OVW, Nitro y Matthews ganaron el OVW Southern Tag Team Championship una vez, reteniéndolo alrededor de 2 meses.

### World Wrestling Entertainment (2005-2007)
MNM fue llamado a SmackDown de la WWE! lista en abril de 2005, con Matthews experimentando un cambio de nombre a "Joey Mercury". 
Su debut en la WWE fue durante la primera edición de la Cabaña de Carlito, manejada por Carlito Caribbean Cool, en la marca SmackDown. En esos momentos Carlito entrevistaba al Campeón en pareja de la WWE Rey Mysterio, cuando de repente, durante la entrevista, se escuchó una música desconocida para todos los presentes. Los integrantes de MNM se acercaron al cuadrilátero, y su mánager Melina le notificó a la audiencia que Nitro y Mercury podían ganar los títulos en pareja de la WWE. Después de lo ocurrido, ambos atacaron a Rey Misterio.
Una semana después, los integrantes de MNM vandalizaron el automóvil de Eddie Guerrero, por lo que Eddie solicitó una pelea por los campeonatos. MNM, debido a interferencia exterior de parte de Melina, logró derrotar a los dos veteranos y ganar así los títulos. Luego tuvieron una exitosa defensa ante el equipo de Charlie Haas & Hardcore Holly en Judgment Day.
Luego empezarían un contrato con Heidenreich y Road Warrior Animal luego que en un Smackdown atacaran a Heidenreich el cual fue salvado por Road Warrior Animal. Luego perderían el título ante The Legion of Doom (Heidenreich & Road Warrior Animal) el 24 de julio de 2005 en The Great American Bash. Siguieron el contrato con The Legion of Doom por varias semanas tratando de recuperar los títulos sin conseguirlo, luego en No Mercy MNM se enfrentó a The Legion of Doom & Christy Hemme en una pelea de 3 contra 3 en la cual salieron derrotados. Melina consideró la pérdida del Campeonato en Parejas de la WWE como una "mala publicidad", por lo que presentó a Jillian Hall, una doctora de la historia para reparar su imagen. Hall les consiguió un artículo en la portada en la revista de SmackDown, y comenzó a presentar al equipo antes y ayudarlo durante los combates. En septiembre de 2005, Hall dejó el grupo para unirse a John "Bradshaw" Layfield (JBL), quien había perdido un combate ante Rey Mysterio.
Luego siguieron atacando por varias semanas a The Legion of Doom y entre uno de esos ataques empezaron un contrato con Dave Batista y Eddie Guerrero luchando en parejas en los siguientes Smackdown perdiendo los combates, entre uno de esos Guerrero le aplico el Frog Splash a Melina (el último de Guerrero antes de su muerte). Luego en el Smackdown del 25 de octubre lograron recuperar los títulos derrotando a The Legion of Doom, The Mexicools, y a Paul Burchill & William Regal ganando por segunda vez los campeonatos.
MNM defendió con éxito el campeonato contra Eddie Guerrero y Batista en el episodio del 4 de noviembre nombrado ¡Bofetada! En diciembre, comenzaron una enemistad con los Mexicools, quienes se ganaron el derecho a enfrentarse a MNM en Armageddon por el Campeonato en Parejas de la WWE. En SmackDown! previo al evento de lucha libre de la WWE Armageddon, pierden el título de campeones a manos de la pareja formada por Rey Mysterio y Batista. Se inició una historia antes del partido, donde Melina intentó seducir a Batista para que perdiera el partido. La historia se desarrolló hasta el episodio del 30 de diciembre de SmackDown! cuando, antes de que MNM invocara su cláusula de revancha, Melina realizó una conferencia de prensa en el ring donde afirmó que Batista la había acosado sexualmente. 
En Armageddon, el 18 de diciembre de 2005, luchan contra la pareja de los Mexicools compuesta por Super Crazy y Psicosis, ganando sobre Super Crazy con una intervención de Melina.
El 27 de diciembre de 2005 en SmackDown! vuelven a recuperar los títulos por parejas de la compañía SmackDown! gracias a la intervención de Mark Henry. También Henry nuevamente interfirió en la revancha atacando a Batista y Mysterio ayudando a MNM a retener los campeonatos. Desde ese entonces Mark Henry fue incorporado como guardaespaldas de MNM. 
En el próximo Smackdown Nitro, Mercury y Mark Henry participaron en la Battle Royal por el vacante Campeonato Mundial Pesado en la cual salió ganador Kurt Angle tras eliminar a Henry. Luego en un episodio de Smackdown Melina y Mark Henry salieron a atacar al nuevo Campeón Mundial Peso Pesado Kurt Angle el cual estaba luchando con su ex mánager Daivari el cual también atacó a Angle y se oficializó como nuevo mánager de Mark Henry, lo que hizo que Henry abandonara el grupo. En el Royal Rumble, Nitro y Mercury participaron en el Royal Rumble Match donde no lograron ganar. Durante esas semanas Melina trato de convencer a Matt Hardy de unirse al grupo pero este rechazo la oferta empezando MNM un feudo con Hardy enfrentándose en No Way Out Nitro y Mercury contra Hardy y su compañero sorpresa; Tatanka siendo derrotados. Después en el siguiente Smackdown se volvieron a enfrentar a Hardy y Tatanka por los Campeonatos en Parejas de la WWE pelea en la cual retuvieron los títulos. Siguieron el feudo con Matt Hardy el cual se asoció con Road Warrior Animal luchando en diversas peleas en parejas salieron victoriosos finalizando el feudo.
En abril de 2006, MNM se colocó en un ángulo en el que se encontró en una racha perdedora contra el equipo de Paul London y Brian Kendrick. En combates por equipos sin título, partidos individuales e incluso un combate de seis hombres, London y Kendrick derrotaron al dúo cada vez. Después empezaron un feudo con el equipo de Paul London & Brian Kendrick enfrentándose en Judgment Day perdiendo los títulos frente a ellos. Luego de la pelea Melina y Nitro discutieron con Mercury disolviendo el grupo en ese entonces y más tarde esa noche, Melina perdió un partido de individuales contra Jillian Hall y después de abofetear al Gerente General Theodore Long con ira, ella y Nitro fueron despedidos del SmackDown por lo que se fueron a RAW mientras Mercury siguió luchando en Smackdown hasta que fue despedido y luego apareció también luchando en RAW.
Mientras estaban en RAW sin reunirse Nitro obtuvo el Campeonato Intercontinental derrotando a Shelton Benjamin y Carlito en Vengeance aunque meses después lo perdería frente a Jeff Hardy empezando un feudo con el donde logró recuperar el título para luego perderlo el 13 de noviembre. En la edición del RAW del 27 de noviembre Mercury volvió y se alió nuevamente con Nitro y Melina reformando MNM. Luego de eso empezaron un feudo con The Hardys (Jeff Hardy & Matt Hardy) peleando en ECW December to Dismember perdiendo MNM. Continuaron el feudo teniendo varias peleas por lo que lucharon la revancha en un Fatal-Four Way Ladder Match en Armageddon, incluyendo también a los equipos de Paul London & Brian Kendrick, y Dave Taylor & William Regal por los Campeonatos en parejas de la WWE. En la pelea, Mercury recibió un golpe de escalera en la cara, siendo herido legítimamente en un ojo y en parte de su nariz, la cual sangró profusamente, inmediatamente fue llevado a la sala de emergencias de la WWE, abandonando la pelea en la cual no lograron ganar y London & Kendrick retuvieron sus campeonatos. Después de estar Mercury inactivo unas semanas mientras Nitro tenía enfrentamientos con The Hardys, Mercury volvió a los ring con una máscara protectora y su lesión fue usada para un ángulo en el cual él y Nitro intentaban lesionar a The Hardys durante unas semanas en modo de venganza. Luego Mercury se fue a Smackdown luchando el como luchador individual y Nitro en RAW pero siguieron asiendo equipo 
MNM perdió ante The Hardys en el Royal Rumble y  terminando el feudo con The Hardys en No Way Out donde hicieron equipo con MVP luchando frente a The Hardys y Chris Benoit perdiendo la lucha. Después de que terminó su enemistad con los Hardys, Nitro y Melina continuaron formando equipo en Raw , mientras que Mercury luchó en la competencia individual en SmackDown!. El grupo se separó definitivamente el 26 de marzo de 2007 debido a que Joey Mercury fue despedido de la marca SmackDown! por no pasar un control antidopaje de la WWE, además de la lesión sufrida por el propio Mercury. La asociación de Melina y Nitro comenzó a desvanecerse cuando Melina se convirtió en Campeona Femenina de la WWE y comenzó a llamar la atención como artista individual. Meses más tarde Nitro fue trasladado a ECW terminando la alianza con Melina.

### Post-ruptura
Después de su pelea con los Hardy, Nitro y Melina continuaron trabajando en Raw, mientras que Mercury luchó en la competencia individual en SmackDown !. El 26 de marzo de 2007, a través del sitio web oficial de la WWE, se anunció que Mercury había sido liberado de su contrato.
La asociación de Melina y Nitro comenzó a esfumarse cuando Melina se convirtió en el  WWE Women's Championship y comenzó a llamar la atención como solista. Melina fue liberada de su contrato en 2011.
Durante WWE Draft Nitro se trasladó a la marca ECW, pasó a llamarse John Morrison y pasaría a capturar el  ECW World Championship. Morrison formó una sociedad con The Miz, capturando tanto el  WWE Tag Team Championship como el  World Tag Team Championship, además de convertirse en ganador en dos ocasiones de Slammy Award. También ganó su tercer WWE Intercontinental Championship poco después de su alianza con The Miz, antes de dejar WWE en 2011. Regresó a WWE a finales de 2019 como heel para volver a hacer equipo con The Miz ganando el SmackDown Tag Team Championship y ayudando a su compañero a capturar su segundo WWE Championship. Actualmente se desempeña en la marca RAW junto a The Miz.
Mercury regresó a la WWE en 2010, primero como miembro de la Straight Edge Society de CM Punk, y más tarde comenzó a trabajar como entrenador en Florida Championship Wrestling (más tarde renombrado como  NXT). Recientemente apareció en televisión junto a The Authority como parte de J&J Security, la seguridad personal del Campeón Mundial Peso Pesado de la WWE Seth Rollins.
Nitro y Melina tuvieron una breve reunión cuando Melina hizo una aparición en Lucha Underground en Última Lucha, atacando a  Alberto El Patrón durante su partido con Nitro, ahora conocido como Johnny Mundo, le permite a Nitro recoger la victoria.
El 22 de septiembre de 2017, Nitro, con su nombre de John Morrison, y Mercury se reunieron por primera vez en diez años en un evento All Pro Wrestling, derrotando a Reno Scum.

## En lucha
- Movimientos finales
  - Snapshot[1] (Combinación de flapjack de Mercury y DDT de Nitro)[1]
  - Combinación de wheelbarrow facebuster de Jillian y Extreme Makeover (Spinning kneeling facebuster) de Melina

- Movimientos de firma
  - Múltiples running leg drops al cuello y pecho del oponente[1]
  - Combinación de sidewalk slam backbreaker rack de Mercury y diving elbow drop de Nitro
  - Combinación de running clothesline de Henry y double Irish whip de Mercury y Nitro[9]
  - Double belly to back suplex wheelbarrow facebuster[1]
  - Double vertical suplex[10]
  - Double kneeling gutbuster[11]
  - Double baseball slide[1]

## Campeonatos y logros
- Ohio Valley Wrestling
  - OVW Southern Tag Team Championship (Nitro & Mercury, 1 vez)
- World Wrestling Entertainment
  - WWE Tag Team Championship (Nitro & Mercury, 3 veces)
  - WWE Intercontinental Championship (Nitro, 3 veces)
  - ECW World Championship (Nitro, 1 vez)
  - WWE Women's Championship (Melina, 3 veces)
  - WWE Divas Championship (Melina, 2 veces)

- Pro Wrestling Illustrated
  - Equipo del año (2005)[12]